# Slipknot demo
Roadrunner Records Demo blev udgivet af Slipknot i 1998. Albummet udkom i et meget lille oplag som aldrig blev genudgivet eller fås ikke mere. Sangene "Interloper" og "Despise" kan høres på digipak-versionen af debutalbummet Slipknot. Det sjette spor Pain var på meget fåtallige oplag inkluderet som et skjult nummer. 

## Spor
1. "Spit It Out"
2. "Wait and Bleed"
3. "Snap"
4. "Interloper"
5. "Despise"
6. "Pain" (Bonusspor)